# Actinoscyphia
Actinoscyphia Stephenson, 1920 è un genere di antozoi della famiglia Actinoscyphiidae

## Tassonomia
Comprende le seguenti specie:
- Actinoscyphia aurelia (Stephenson, 1918)
- Actinoscyphia groendyki Eash-Loucks & Fautin, 2012
- Actinoscyphia plebeia (McMurrich, 1893)
- Actinoscyphia saginata (Verrill, 1882)
- Actinoscyphia verrilli (Gravier, 1918)